# Fort de Bellaguarda
El Fort de Bellaguarda (a vegades dit de Bellaguàrdia) és un antic castell català que data de l'època medieval, però reconstruïda el 1679 per l'enginyer militar francès Vauban després del tractat dels Pirineus del 1659. Aquesta fortalesa està situada a la Catalunya del Nord, a la frontera entre França i Espanya, a la població d'el Pertús, comarca del Vallespir.
Es va construir amb la intenció de controlar i defensar el Coll del Pertús.

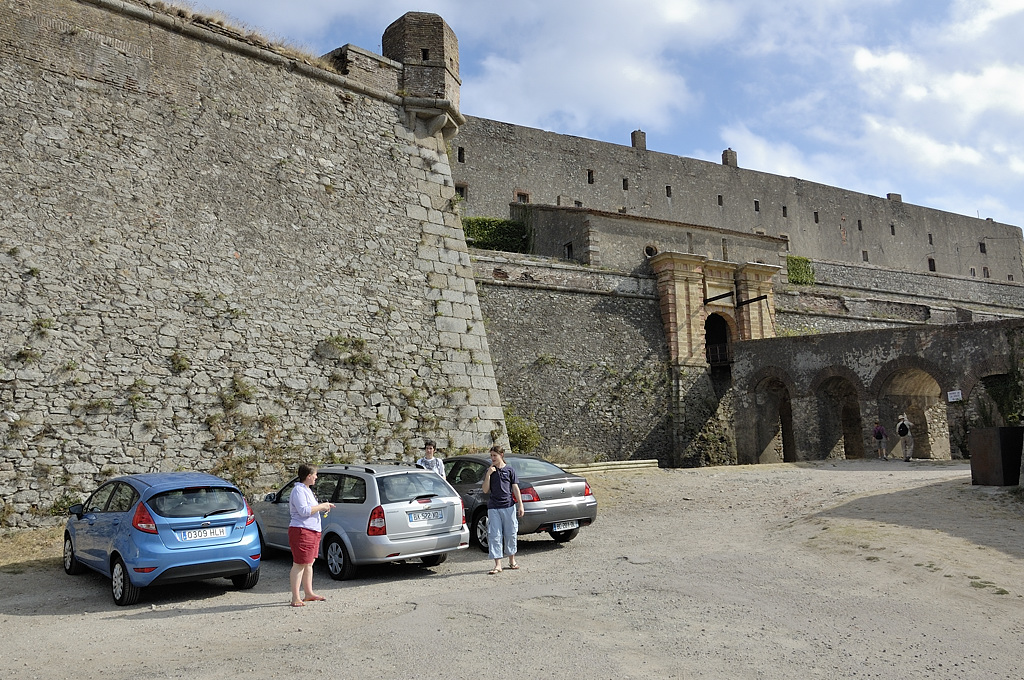
Entrada al fort

## Història de Bellaguarda
La història de Bellaguarda té el seu origen al Regne de Mallorca. L'any 1285, quan aquest regne governava els comtats de Rosselló i Cerdanya i existia des de feia menys de deu anys, Pere III d'Aragó representava una amenaça molt greu per al jove rei de Mallorca Jaume II. Per tal de defensar els seus territoris, va fer construir una torre de vigilància sobre el Pertús, equipada per defensar-se de manera autònoma. Però no deixava de ser una simple torre de vigilància, amb els seus 20 m d'alçada i els seus murs de només 1,5 m de gruix.
Quan, durant el segle XIV, Pere el Cerimoniós va reincorporar militarment el Regne de Mallorca, la torre va ser abandonada, i només va ser utilitzada pel senyor de la regió per obligar els viatgers a pagar una duana.
L'any 1659, el Pertús esdevingué territori francès després del Tractat dels Pirineus.
Durant la guerra Francoholandesa, Bellaguarda va ser presa pels espanyols el 8 de maig de 1674, tot i que seria recuperada pel comte Frédéric-Armand de Schomberg després de deu dies de setge, el 29 de juliol de l'any següent.
El 1679, el marquès de Vauban visita Belleguarda i aprova el considerable pla d'expansió que li proposa el seu enginyer Christian Rousselot de Monceaux. Va fer-hi correccions, sobretot per dotar el fort d'una doble fortificació. L'any següent, el marquès de Louvois va acceptar la major part del projecte.

### La guerra del Rosselló
El 1793, els espanyols van llançar una gran ofensiva per envair el Rosselló. El general espanyol Antonio Ricardos entra pel Vallespir, ocupa Prats de Molló el dia 6 de Pradial de l'Any I (equivalent del 25 de maig de 1793). Després va baixar la vall i va prendre el fort el 7 de Messidor de l'Any I (25 de juny de 1793) que romandria sota control espanyol durant bona part de la guerra. No serà recuperat pels francesos fins al 27 de Fructidor de l'any II (13 de setembre de 1794) per les tropes del general Dugommier.
Després de la mort de Dugommier, al fort s'hi va enterrar el cos d'aquest general, el 27 de brumari de l'any III (17 de novembre de 1794) a Figueres, però va ser traslladat més tard i reemplaçat per un monument a la memòria d'aquest general francès.
Durant el període revolucionari, el fort va ser rebatejat com "Fort de Midi-Libre» o “ Sud lliure».

### El fort durantla retirada
L'any 1939, s'hi va donar un èxode de refugiats catalans i espanyols, conegut com la Retirada, davant l'avanç de les tropes del general Franco. Aquests refugiats van ser internats temporalment en camps. El primer d'aquests camps va aparèixer a Prats de Molló i a les platges d'Argelès, i després també el del Camp de Ribesaltes. El fort es va fer servir també com a camp d'internament el gener i febrer de 1939.
Durant la Segona Guerra Mundial, el fort es va convertir en una presó de la Gestapo per a presoners de guerra fugits, republicans catalans i espanyols, i contrabandistes.

## Arquitectura de la fortalesa
El fort té una forma general pentagonal. El glacis que l'envolten són força grans. Cinc baluards protegeixen el recinte principal, tots connectats entre si. Darrere de la muralla, un segon mur interior protegeix el cor de la fortalesa, marcant tres nivells de protecció: baluards, avantmuralles i muralla protectora. El cor de la fortalesa eren les barraques de la guarnició, amb capacitat per acollir uns 600 homes, una capella, un hospital, una fleca i el seu molí.
La capella era també força gran (11,20 m d'ample per 12,50 m d'alçada). Es va dividir en dos nivells durant el segle XIX, reduint l'alçada. La pólvora estava enterrada, en petits baluards autònoms i perfectament ventilats. L'única entrada al fort, la "Porta de França", estava protegida per un reducte en forma de mitja lluna. Tenia un pou considerablement gran, amb un diàmetre de 6 m i 62 m de profunditat. Construït l'any 1698, va ser suficient per suportar un setge prolongat.

## Recepció del públic
El fort està obert al públic entre el 15 de juny de setembre (a partir de 10 h 30 a 18 h 30) i té una petita exposició sobre la seva història i l'arqueologia del coll de Panissars. És propietat de l'ajuntament que progressivament l'està restaurant i organitzant exposicions artístiques.
El fort està classificat com a Monument Històric des del 26 de juny de 1967.
Al pati principal del castell, s'hi troba l'antiga maqueta de la frontera número 569 situada prop del cementiri militar del coll de Panissars. En aquest lloc se'n va substituir un de nou de granit.

## Galeria

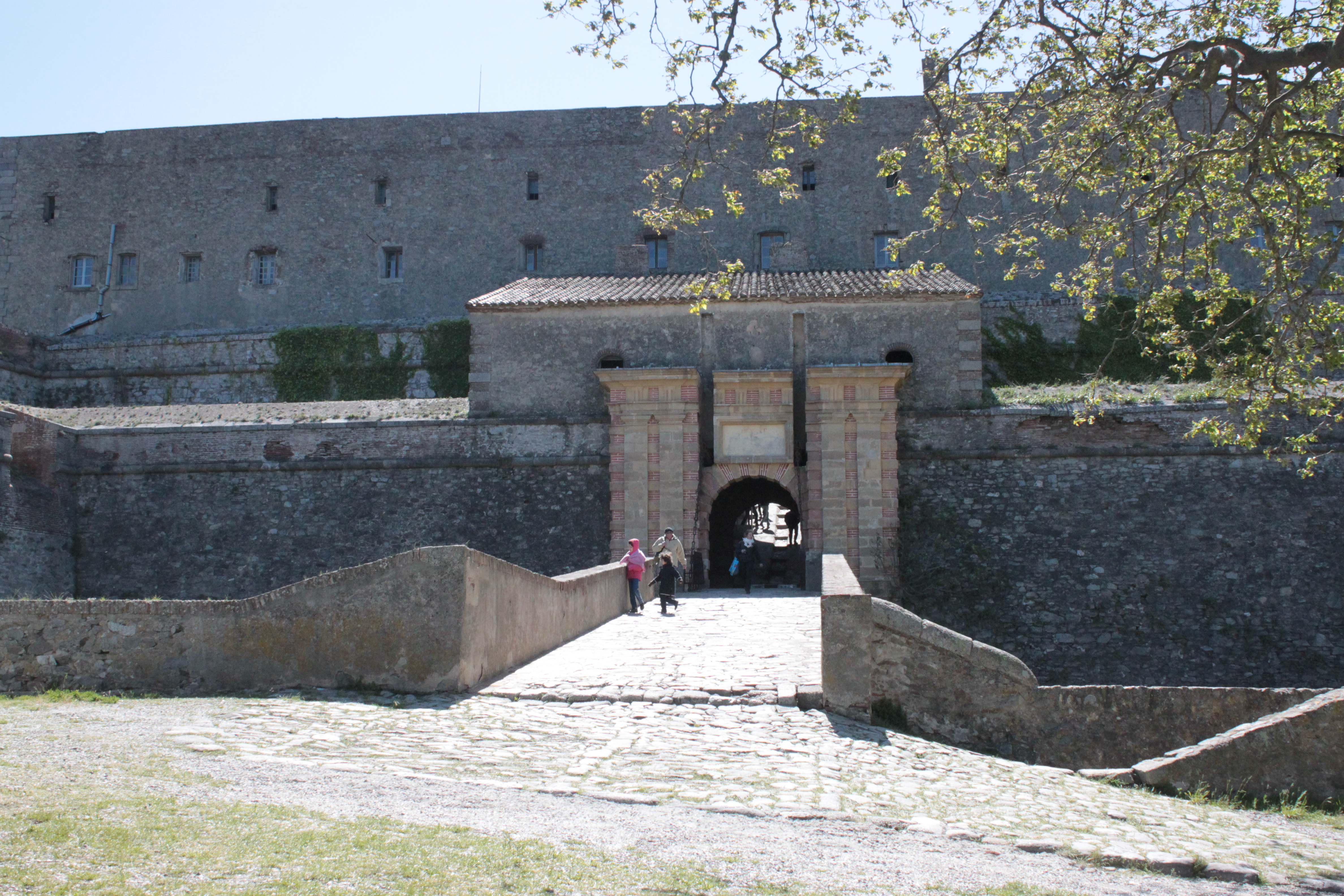
El pont llevadís de l'entrada.
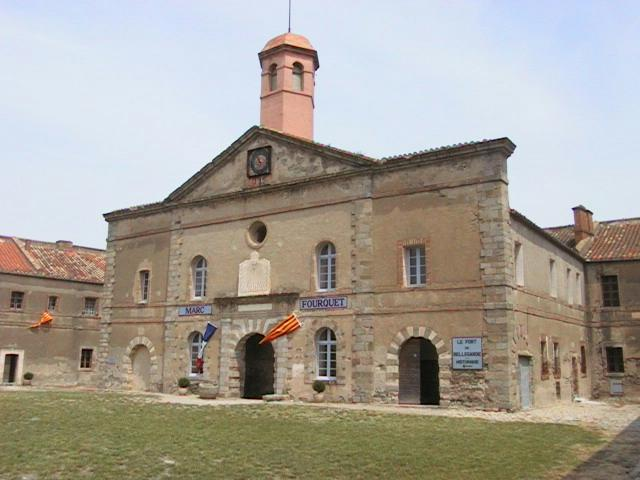
Guarnició.
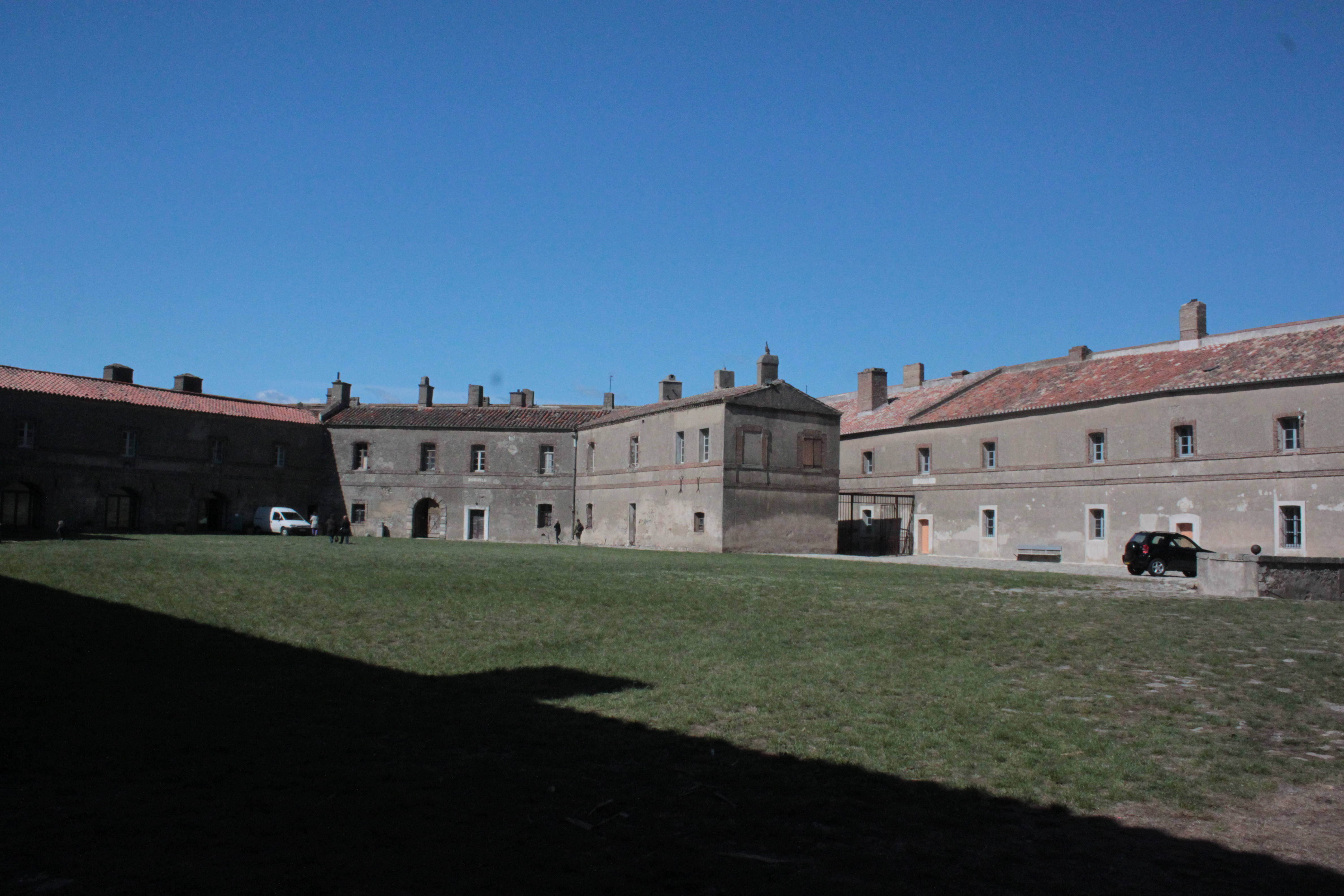
El pati principal, vista sud.
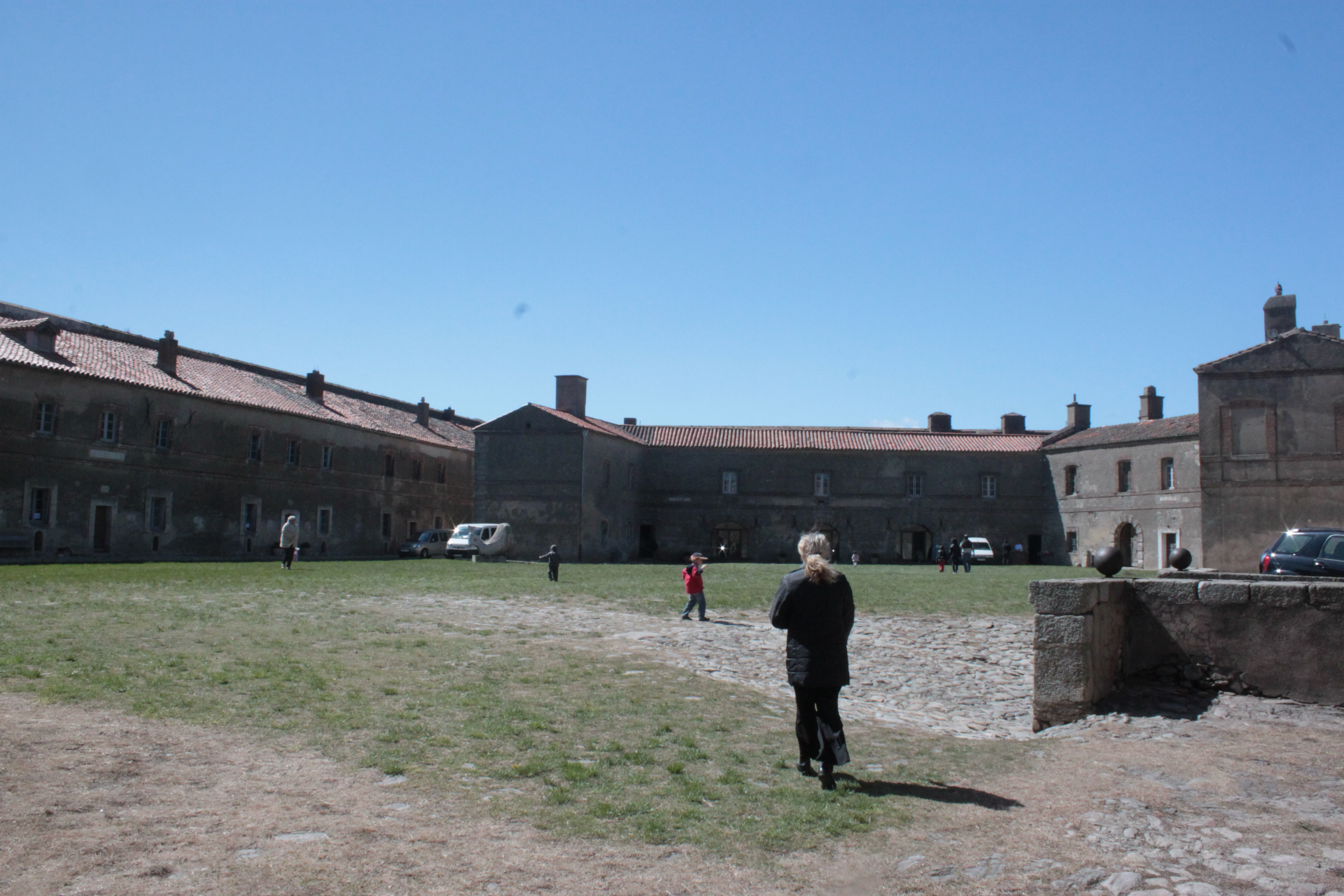
El pati, vista nord.

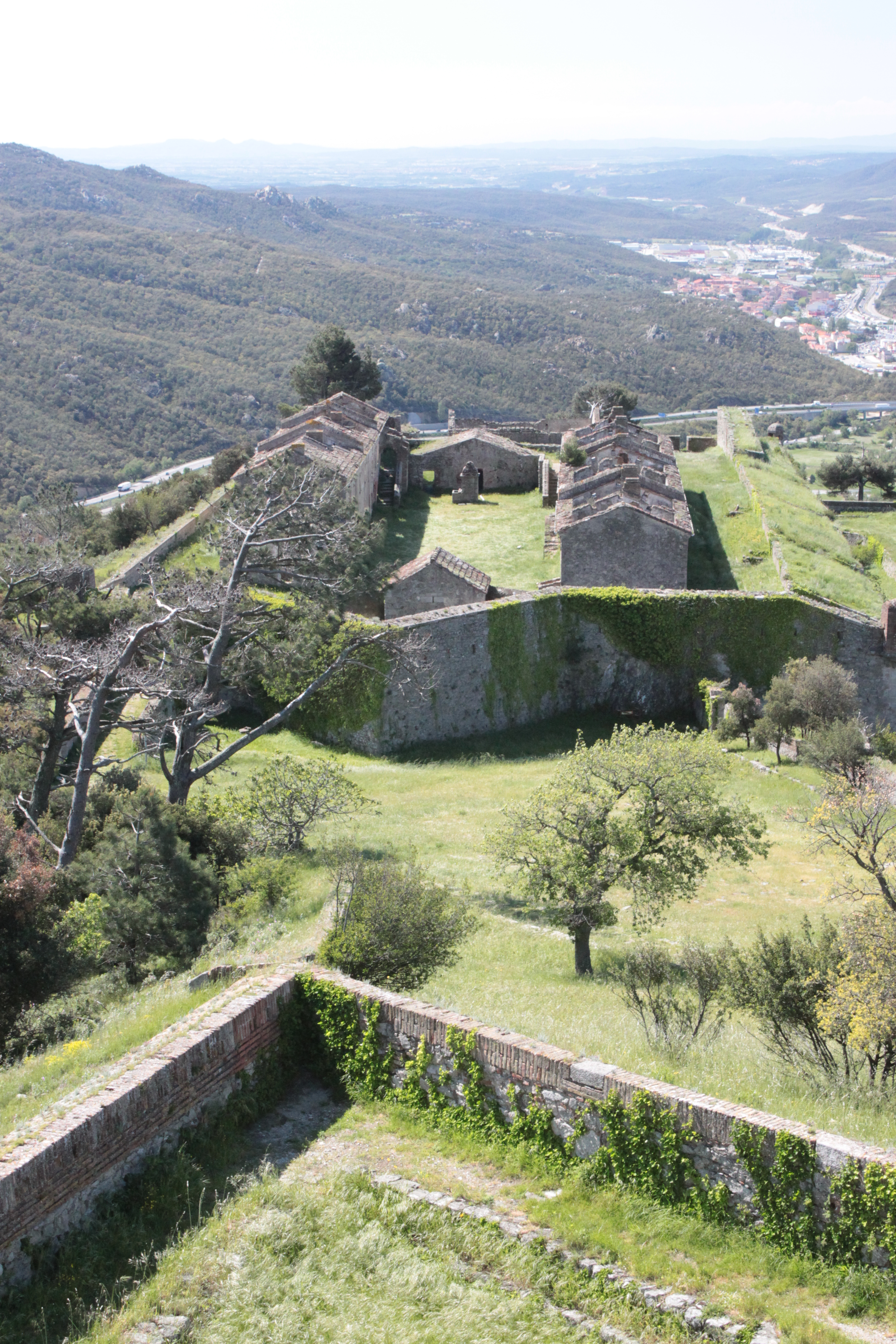
Casernes del sud en ruïnes.
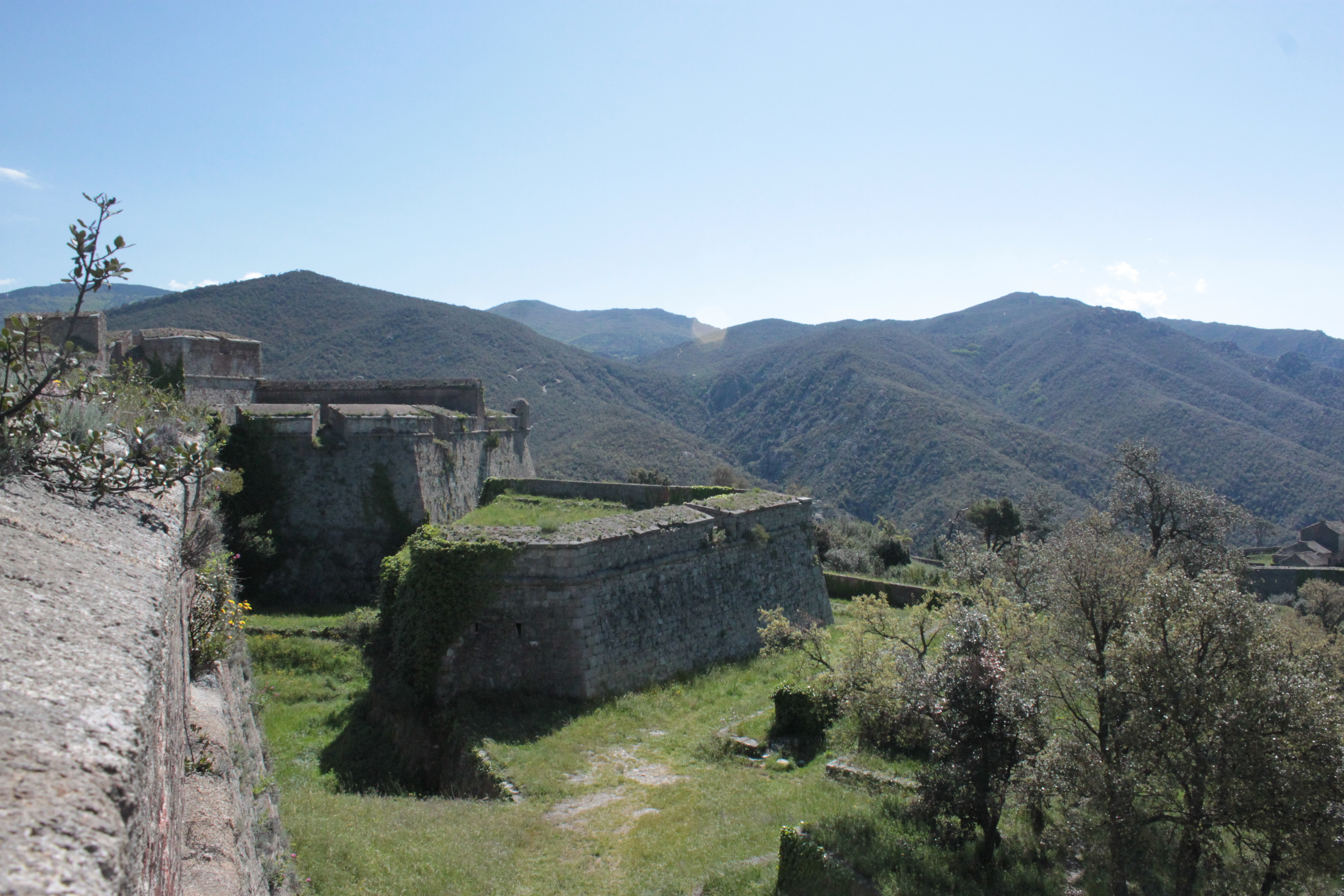
Vista de les muralles de llevant.
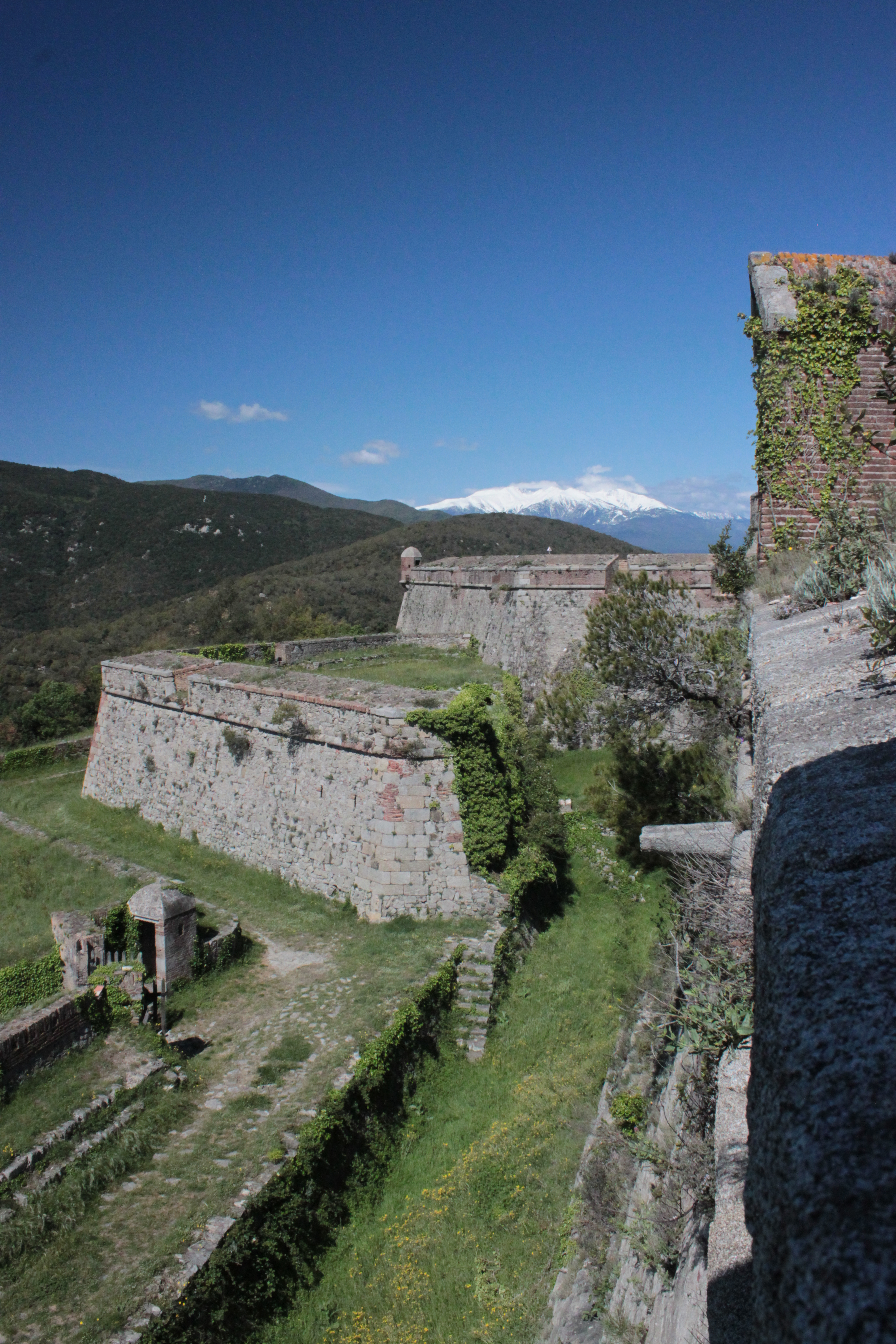
Vista de les muralles de ponent.
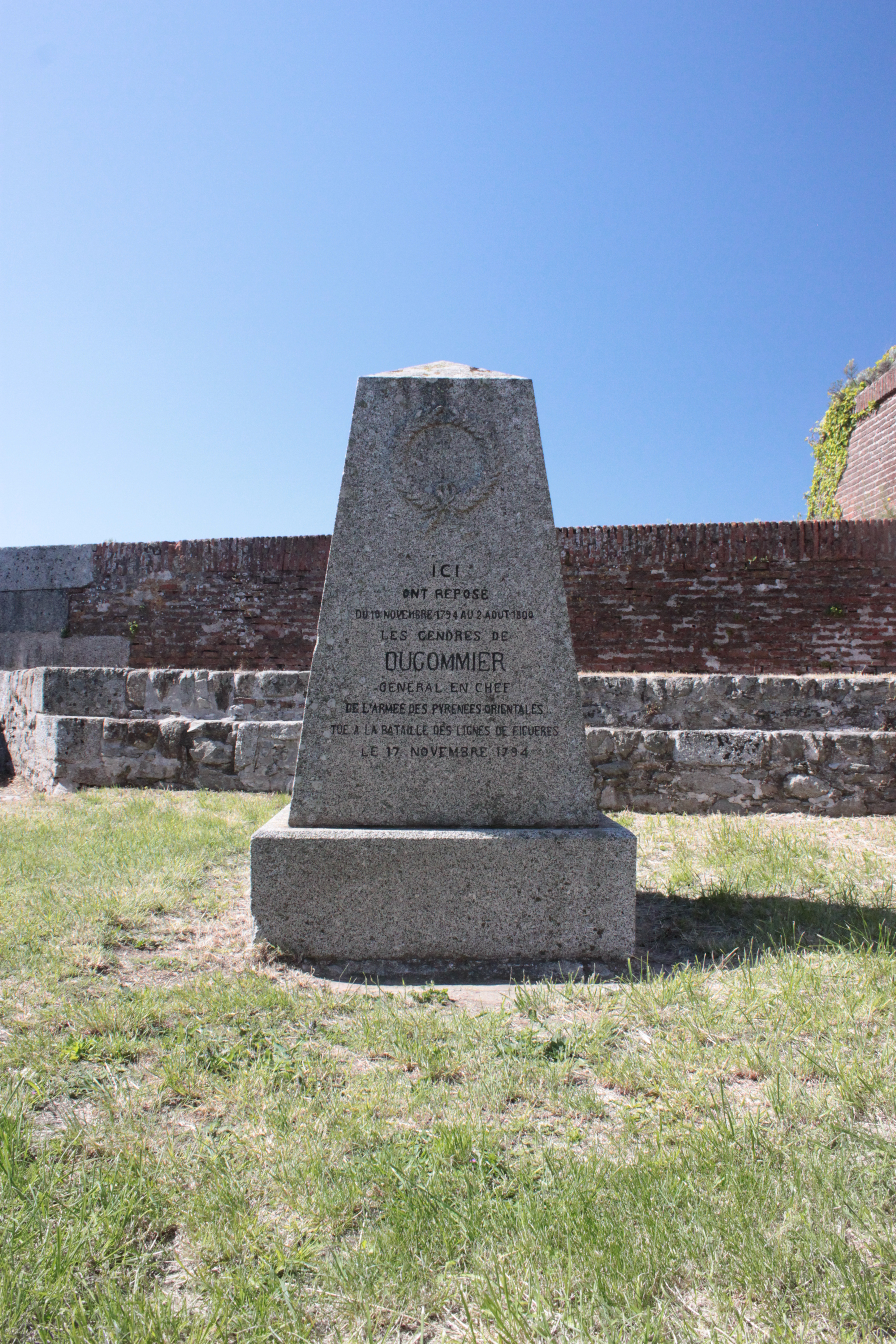
Estela on hi havia les cendres del generalDugommier.

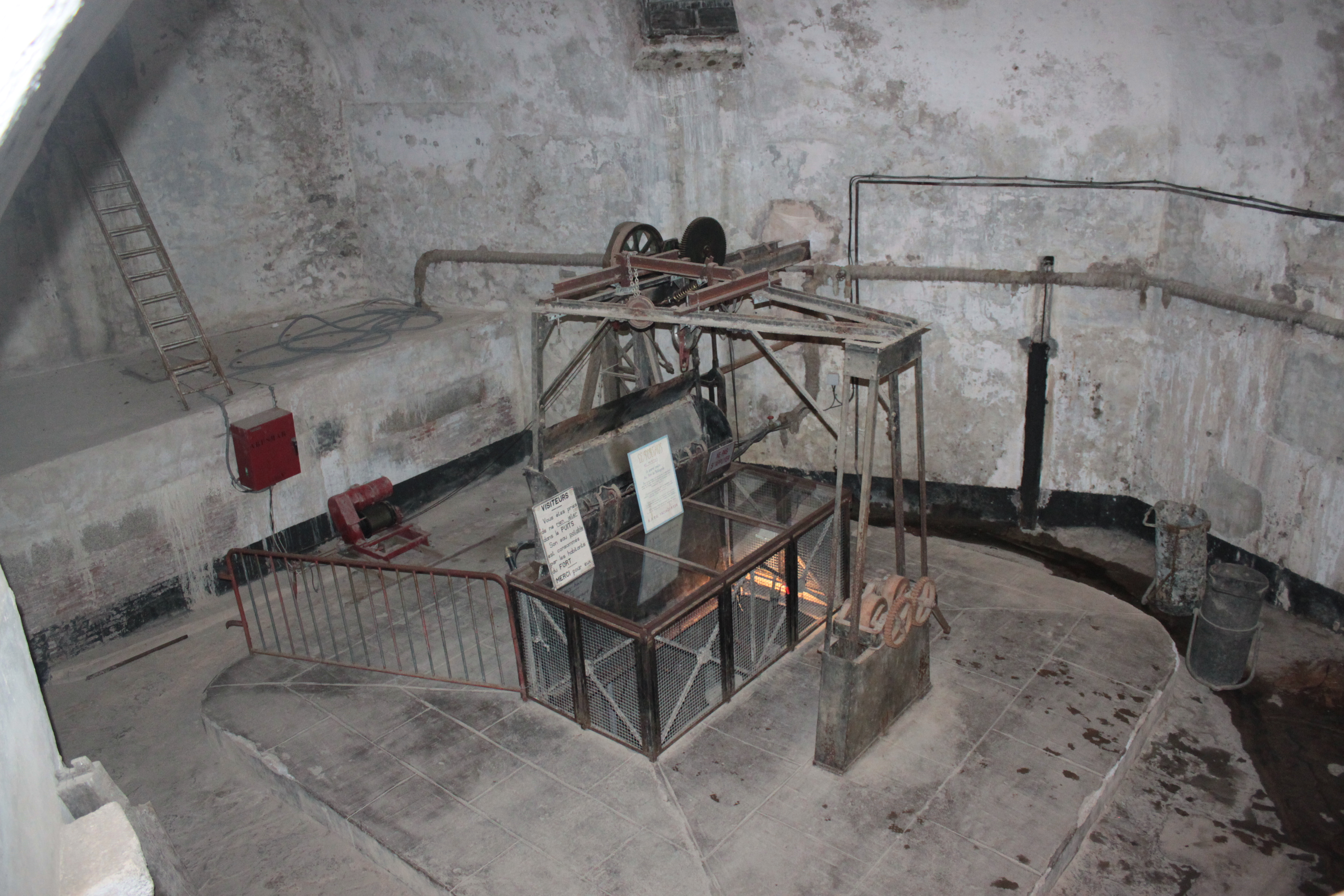
El pou, bastió de Saint-André. Diàmetre : 5,85 m , profunditat : 62 m .
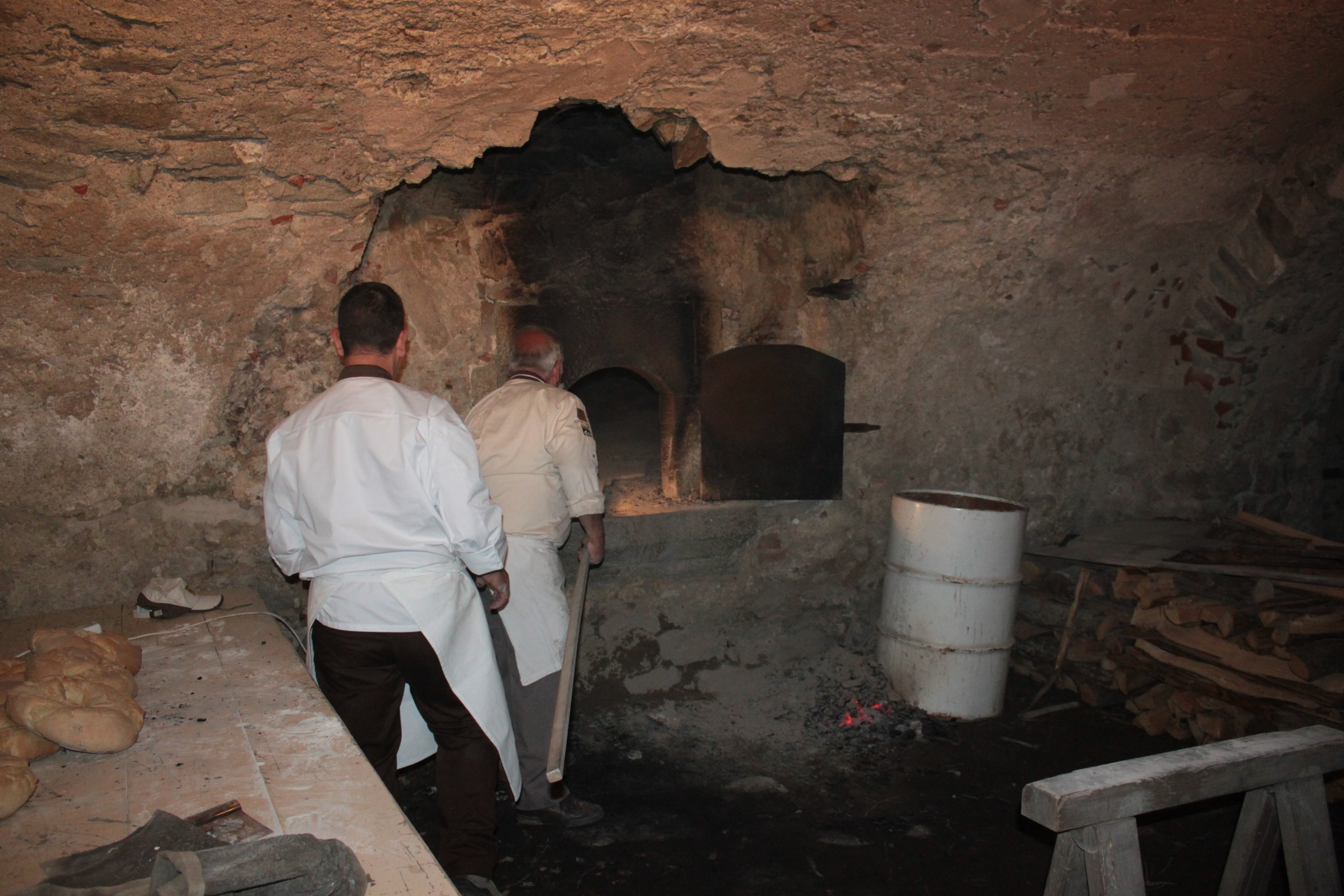
El forn de pa.